# Santo Loku Pio Doggale
Santo Loku Pio Doggale (Katiré, 28 de dezembro de 1969) é um ministro sul-sudanês e bispo auxiliar católico romano de Juba.
Santo Loku Pio Doggale estudou filosofia e teologia no Seminário Nacional de São Paulo em Cartum. O Arcebispo de Juba, Paulino Lukudu Loro MCCJ, ordenou-o sacerdote em 7 de janeiro de 2001. Foi secretário pessoal do arcebispo Lukudu Loro (2001-2004) e pároco em Kworijik. De 2004 a 2006 foi Secretário Geral da Arquidiocese de Juba e de 2006 a 2010 pároco em Terekeka.
Papa Bento XVI nomeou-o em 15 de dezembro de 2010 bispo auxiliar em Juba e bispo titular de Equizetum. O Arcebispo de Juba, Paulino Lukudu Loro MCCJ, ordenou-o bispo em 20 de fevereiro do ano seguinte; Os co-consagradores foram Erkolano Lodu Tombe, Bispo de Yei, e Rudolf Deng Majak, Bispo de Wau.
Santo Loku Pio Doggale é conhecido como um crítico da situação política no Sudão do Sul.